# Phalange (Antiquité)
Pour les articles homonymes, voir Phalange.

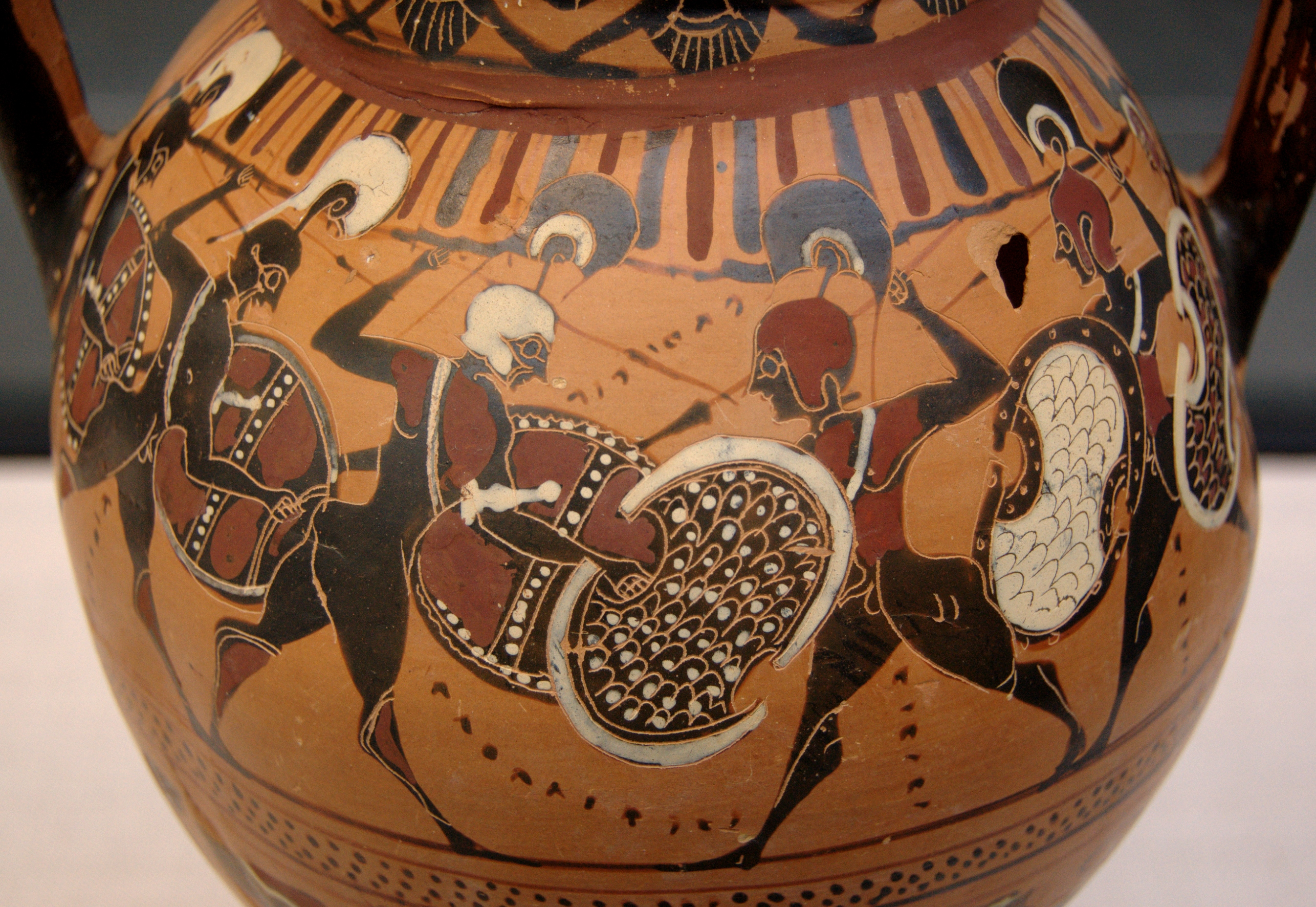
Phalange sur une amphore tyrrhénienne attique du, Staatliche Antikensammlungen de Munich.

La phalange (en grec ancien φάλαγξ / phálanx) est une formation de fantassins lourdement armés conçue pour anéantir l'infanterie ennemie lors du choc.
La forme la plus ancienne est attestée chez les Sumériens au milieu du IIIe millénaire av. J.-C.
La phalange hoplitique apparaît au VIIe siècle av. J.-C. dans les cités-États de Grèce. Elle évolue au IVe siècle av. J.-C. pour donner naissance à la phalange macédonienne qui devient l'un des instruments des conquêtes d'Alexandre le Grand. Le phalangite macédonien porte une armure et un bouclier légers et il est armé d'une sarisse, une lance longue de 4,5 m. À l'époque hellénistique, l'équipement du phalangite s'alourdit tandis que la sarisse s'allonge jusqu'à 7,5 m.
Formation rigide et difficile à manœuvrer sur terrain accidenté, la phalange est supplantée au cours de la première moitié du IIe siècle av. J.-C. par l'infanterie romaine.

## Phalange sumérienne

### Origines

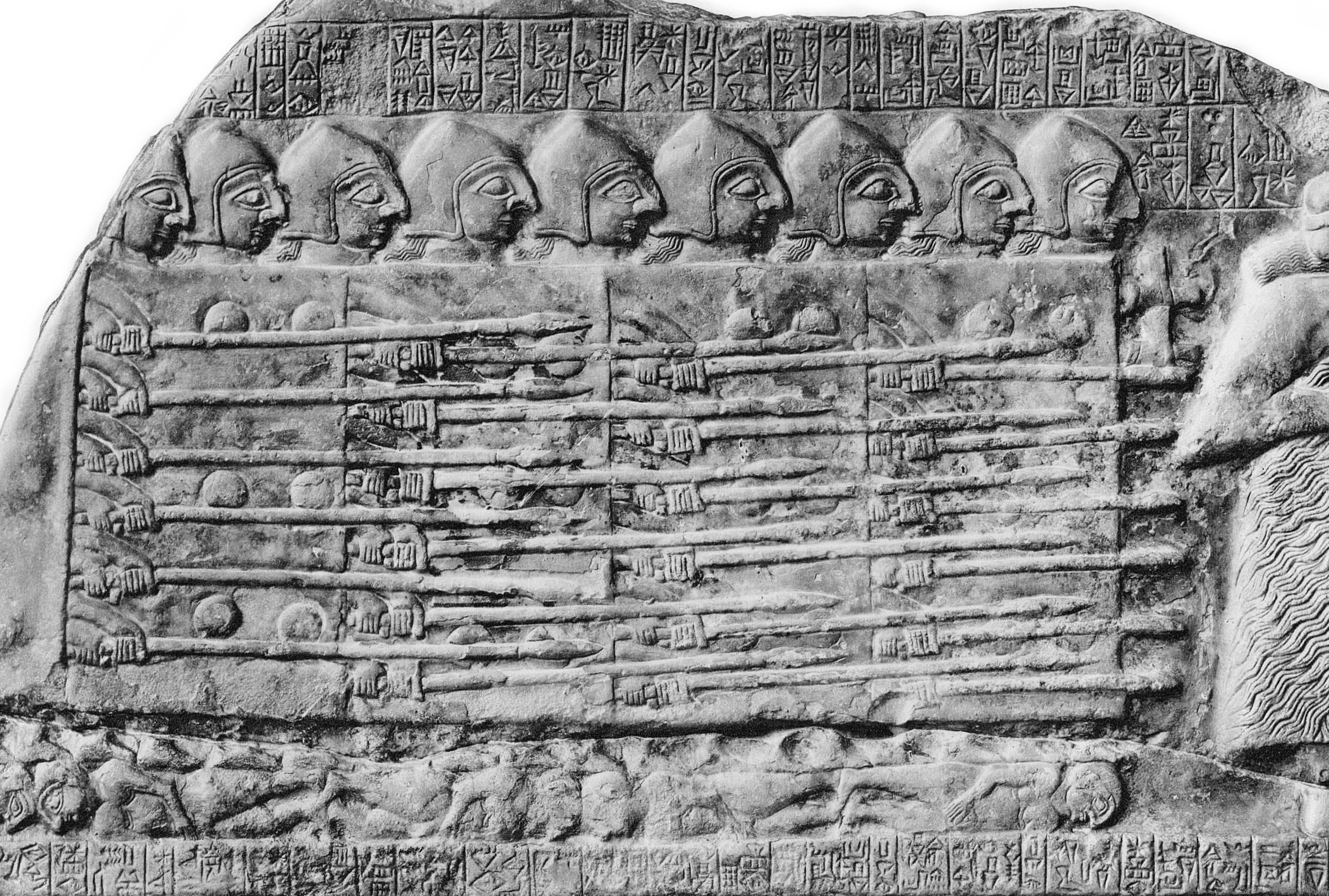
Phalange sumérienne, détail de la stèle des vautours, vers 2450 av. J.-C.

La civilisation sumérienne apparaît en Mésopotamie au début du IVe millénaire av. J.-C.. Si les bourgades-État semblent se développer durant les premiers siècles dans un calme relatif, on assiste à partir de 3000 av. J.-C., et jusqu'à l'unification de toute la région par Sargon le Grand en 2316, à des conflits quasi incessants, que ce soit entre les villes ou contre des menaces extérieures comme les Élamites à partir de 2600. Cette fréquence des batailles provoque de grandes mutations dans ces États en formation.

### Évolution de la technologie
Au cours du IIIe millénaire av. J.-C., l'agriculture, améliorée par l'irrigation, rend possible la croissance des villages en bourgs puis en villes. Cette concentration démographique met fin à l'ère de la tribu et du « chef de clan », le monarque ou tyran au pouvoir devient « administrateur ». Les dirigeants tirent de cet essor agricole des revenus stables et élevés. Les armées régulières qu'ils peuvent alors lever assurent la défense de la cité et de son territoire, mais servent aussi à légitimer leur pouvoir puisque la loyauté des troupes est assurée par une solde. D'autre part, ces soldats entraînés sont un indéniable avantage sur des voisins moins puissants qui doivent se contenter de paysans-soldats : cet avantage ouvre la voie à l'expansion géographique qui accroît encore les revenus de l'État. La guerre n'est plus faite d'escarmouches pour régler un différend entre tribus, mais d'actions planifiées : l'apparition de la guerre « moderne », comme celle de l'armée professionnelle, marque un profond changement dans les mentalités et les sociétés.

### Développement de l'armement
Les conflits constants stimulent les progrès de la technologie et de la tactique militaires afin de garder l'avantage, ou tout au moins de ne pas prendre de retard, et cela à un niveau bien supérieur à celui trouvé ailleurs. Ainsi, des pays isolés des agressions extérieures comme l'Égypte (unifiée vers le XXXIIe siècle av. J.-C.) n'ont pas ressenti le besoin de faire évoluer grandement leur armement ou leurs tactiques tant que l'adversaire n'atteignait pas un niveau technologique suffisant pour représenter un réel péril. L'armement égyptien a plutôt évolué par transfert technologique depuis la Mésopotamie, avec notamment l'introduction du khépesh, popularisé au cinéma par les péplums pharaoniques.
La présence sur les champs de bataille sumériens de la massue fait apparaître le casque, alors fabriqué en cuivre, afin de protéger le crâne très exposé à cette arme. Pour contrer cette avancée est utilisée la hache que l'on commence par améliorer en emmanchant le fer — ce qui permet de porter des coups appuyés —, puis, vers le XXVe siècle av. J.-C., en l'affinant pour passer d'une arme de taille à une arme de pénétration se rapprochant du poinçon. Du danger des traits des archers naît le « manteau blindé », sorte de cape en toile ou cuir renforcée de disques de cuivre ; en réaction, l'arc devient « composite » vers 2350-2250 : formé d'un empilement de bois, corne et tendons collés, il est plus petit, a une portée double et une force de jet deux à trois fois supérieure au modèle simple. Ce schéma de « dialectique du canon et de la cuirasse » se répète plusieurs fois dans divers domaines.
Durant deux millénaires le bassin mésopotamien est ainsi, malgré le caractère des innovations, un ensemble de techniques et de technologies qui ne se répandront à travers les continents que bien plus tardivement.

### Uniformisation de la phalange
Les métaux étant relativement rares et chers, ils sont surtout vitaux pour l'industrie de l'armement et les monarques en font un domaine réservé de l'État. Cela entraîne une certaine standardisation (par souci d'économie) et l'homogénéisation des corps de troupe. Un bel artéfact, l’Étendard d'Ur, visible au British Museum et datant d'environ 2650 av. J.-C., illustre parfaitement cette standardisation : ne s'y succèdent que des chariots de combat du même modèle et une infanterie équipée à l'identique du casque, du « manteau blindé » et de la lance.
Bien que les cités soient durant le IIIe millénaire av. J.-C. dans un état quasi permanent de guerre, les forces armées restent de dimension modeste. Si l'on se réfère à des tablettes trouvées dans l'ancienne Shuruppak et datant de 2600, les rois entretenaient 600 à 700 soldats professionnels. Tout au plus arrive-t-on, au faîte du règne de Sargon le Grand (2334-2279), à une estimation de 5 400 hommes qui composent le noyau de l'armée. Cette base semble se composer de deux corps principaux qui forment l'épine dorsale des forces : les chariots qui désarticulent les rangs ennemis en les traversant à la charge, et l'infanterie lourde organisée en phalange qui suit. Cette dernière rend les combattants bien plus efficaces au corps à corps car leur proximité abrite leurs flancs des coups de l'adversaire ; et dans l'attaque, la phalange, compacte, a d'autant plus de chances de s'enfoncer dans les lignes ennemies désordonnées par le passage des chariots. Un précieux document iconographique, la Stèle des Vautours, exposé au musée du Louvre et réalisé vers 2450 est la première représentation historique d'une phalange. Un de ses registres illustre la victoire du roi Eannatum de Lagash sur Umma en 2525, la formation étant équipée là aussi d'un armement homogène. Les soldats, coude contre coude, portent un casque de cuivre, un grand bouclier rectangulaire de peau renforcé de disques métalliques soutenu à l'épaule et une lance tenue à deux mains. On peut raisonnablement supposer que cet équipement est complété par le « manteau blindé » et la hache (arme lourde apte à abattre un front adverse), ici cachés par les boucliers. Pour des besoins de composition et artistiques, cette représentation ne reflète certainement pas la réalité ou en tout cas n'est pas complète, peut-être dans la profondeur de la phalange qui est ici de six rangs, la largeur du front n'étant que partiellement visible (seulement cinq combattants).
D'autre part, il est à douter que l'artiste ait assisté à des batailles, ne serait-ce que parce qu'il a sculpté les pointes des lances des différentes lignes dépassant du premier rang au même niveau. Ce dernier point nous amène cependant à deux remarques plus intéressantes. Cette illustration préfigure effectivement déjà la phalange macédonienne qui apparaîtra 2 200 ans plus tard, du moins à l'avant ; elle permet aussi d'estimer la longueur des lances — qui doivent en la présente plutôt être considérées comme des piques —, au moins égale à celle de la sarisse d'infanterie si elles dépassent du premier rang. Un parallèle avec l’Étendard d'Ur s'impose ici mais sans qu'on puisse toutefois en tirer de conclusion certaine. Sur cette pièce de 200 ans plus ancienne, si une partie de l'armement est similaire, on peut remarquer que la formation adoptée n'est pas celle de la phalange. Est-ce parce qu'elle n'était pas encore utilisée ou simplement parce que les soldats ne sont pas au combat mais conduisent des prisonniers jusqu'au souverain ?
La phalange, formation qui nécessite à la fois une forte discipline de mouvement (donc un long entraînement) et un armement coûteux, semble être réservée aux professionnels. Les citoyens, eux, s'équipent — ou sont équipés — plus légèrement lorsqu'on les mobilise, sans bouclier, avec l'épée-faucille au lieu de la hache, ou comme archers.

## Phalange hoplitique

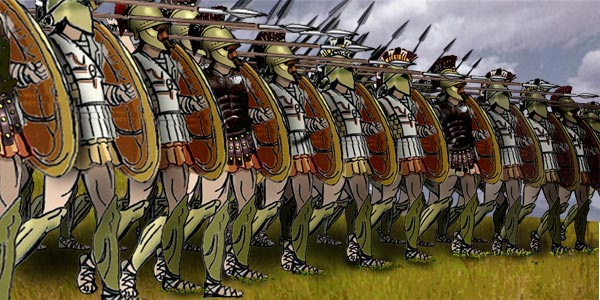
Représentation moderne d'une phalange hoplitique.

### Apparition de la phalange en Grèce
Une ébauche de phalange est déjà connue au tournant du VIIIe siècle av. J.-C. puisque Homère, dans l'un de ses anachronismes, en donne une description :

« Le bouclier s'appuyait sur le bouclier, le casque sur le casque, l'homme sur l'homme ;

les casques à crinières se touchaient par leurs cimiers brillants,

dès qu'un guerrier se penchait, tant ils étaient serrés. »

— Homère, Iliade, XVI, 215-217.

### Progrès techniques de l'armement
La phalange prend sa forme définitive au VIIe siècle av. J.-C. grâce à un ensemble d'événements politiques et d'améliorations techniques liés à l'apparition de l'hoplite, un fantassin lourdement armé, indissociable de la phalange puisque c'est dans cette formation qu'il combat :
- Apparition de l'aspis koilè (« bouclier creux »)[1] : ce bouclier rond d'environ 90 cm de diamètre est formé d'une armature en bois recouverte de bronze et soutenu par tout l'avant-bras gauche. Il est pourvu d'une lanière pour le poing (appelée antilabé), fixée sur le bord du bouclier, et également d'une boucle en bronze au centre du bouclier (porpax) à travers laquelle passe l'avant-bras. Ces accessoires permettent de porter un bouclier plus lourd tout en diminuant la fatigue du guerrier, le bouclier n'étant plus porté à bout de bras. En outre, les possibilités de mouvement du bouclier dans toutes les directions sont beaucoup plus importantes[2]. En position de combat, lorsque le guerrier ramène sur lui son bras gauche, il est protégé du haut des jambes au menton. Ce bouclier permet également au moment du choc, grâce à sa nouvelle forme mais surtout au maintien solide que porpax et antilabé assurent, un appui plus ferme pour bousculer les lignes adverses et dans la suite du combat un maniement plus aisé. En outre, le bouclier comporte en général un épisème ou emblème (animaux, monstres mythologiques, figures géométriques, etc.), destiné à la fois à identifier le guerrier et sa cité et à repousser le mauvais sort vers l'ennemi.
- Apparition du casque corinthien : parfois à cimier, il est fait d'une seule pièce de bronze martelée qui offre plus de résistance lors des chocs, au contraire des casques antérieurs fait de plusieurs plaques soudées entre elles.

### Phalange et politique
Il existe peut-être une relation entre l'apparition de tyrans dans certaines cités du Péloponnèse et celle des phalange d' hoplites. Ceux-ci auraient pu favoriser sciemment la mise en place de ce type de gouvernement aux dépens de la classe aristocratique, ou bien ils auraient été l'instrument des tyrans pour asseoir leur pouvoir.

### Développement culturel et économique
Avec l'avènement de l'Âge du fer, durant les premiers siècles du Ier millénaire av. J.-C., la Grèce connaît de profonds changements : les mythes et les légendes sont créés, les grands sanctuaires panhelléniques (Delphes, Délos, Olympie, etc.) fondés, une augmentation démographique pousse les populations à rechercher de nouvelles terres pour les accueillir (colonisation de l'Anatolie), la prospérité générale enrichit les agriculteurs et les commerçants. Ce dernier élément voit cette classe, libre mais ne faisant pas partie de l'aristocratie, prendre un poids économique et politique plus important au sein des cités. Auparavant légèrement armée pour des raisons financières — le citoyen paye son armement — et donc peu efficace au combat, cette classe peut dès lors s'offrir un équipement plus onéreux lui assurant une meilleure protection et des moyens offensifs étendus. De plus, cette population a tout intérêt à prendre une part plus importante et déterminante au sein des combats afin de protéger ses terres et ses biens. Enfin, ce rôle militaire se traduit dans la vie politique des cités (on parle de « révolution hoplitique »). Il est à noter que, bien que se généralisant sur l'ensemble du territoire grec, certaines régions comme l'Étolie pauvres en ressources naturelles ne posséderont pas de phalange d'hoplites par manque de moyens financiers.

### Composition et tactique

#### Assaut
Arrivée sur le lieu désigné de la bataille, la troupe d'hoplites se déploie en lignes serrées, épaule contre épaule, bras gauche replié vers le corps, en général sur huit à douze rangs.
Vu de face, l'hoplite ne laisse que peu de parties de son corps à découvert. La tête est protégée par le casque à cimier en crins de cheval impressionnant, ne laissant apparaître que les yeux pour que l'ennemi ne voit pas ses expressions. Le tronc, du menton jusqu'au haut des jambes, est inaccessible derrière le bouclier rond bombé (aspis koilè). Le côté droit du combattant est placé sous le bouclier de son voisin. En deuxième protection pour le tronc, l'hoplite porte une cuirasse de bronze adaptée à la musculature du thorax, reliée par des tenons de métal et des cordons de cuir à une plaque dorsale et, parfois, à une plaque supplémentaire qui protège l'abdomen ; en dessous de la cuirasse, pour que cette dernière ne le blesse pas, l'hoplite porte une chemise. Les jambes, du genou à la cheville, sont quant à elles recouvertes par la cnémide, jambière réalisée dans une feuille de bronze que l'élasticité du métal permet de maintenir sans lien ; accrochée à un baudrier, une épée destinée à la taille permet le combat au corps à corps. De cet amas de bronze émerge une lance à pointe de bronze elle aussi.
Constituant la force principale sur le terrain, la phalange est appuyée par d'autres corps de troupe : des cavaliers qui n'ont encore à l'époque qu'un rôle secondaire, et des éléments légers de harcèlement, équipés d'arcs, de javelots ou de frondes. Ces derniers, au rôle parfois décisif (voir l'épisode de Sphactérie), seront longtemps déconsidérés, voire interdits durant la guerre lélantine. À cet ensemble s'ajoute la classe intermédiaire des peltastes.
Au signal, la phalange, formation compacte, s'avance au pas de charge vers les lignes ennemies et provoque pour l'adversaire au moment du contact l'effet d'un choc contre un mur de bronze hérissé de pointes du même métal, effet amplifié par la poussée due à l'élan des derniers rangs. Si les troupes vont à l'assaut au pas de course, ce n'est pas seulement pour exploiter l'inertie au moment du choc ; cette vitesse leur permet aussi de laisser les lignes en mouvement exposées moins longtemps aux attaques des archers et frondeurs. Seuls les Spartiates adoptent la marche, au son de la flûte, pour monter à l'assaut comme le décrit Thucydide dans son récit de la bataille de Mantinée en 418 av. J.-C..
Durant la charge, les combattants qui tombent sous les traits sont rapidement remplacés par ceux des rangs qui suivent, gardant ainsi la ligne de front intacte.

#### Disposition sur le terrain
Le flanc gauche était donc celui qui brisait la formation la première, et c'est le flanc qu'un commandant attaquait en priorité. Pour garantir cela, il plaçait ses troupes d'élite sur son propre côté droit.
Il ne faut pas voir dans la phalange une formation en rectangle parfait à l'instar des armées d'une nation contemporaine de l'époque napoléonienne par exemple. En effet, la ligne était composée, d'une aile à une autre, de l'ensemble des troupes des cités-États alliées rangées par contingent, chacune choisissant éventuellement une profondeur de rangs différente.

#### Inconvénients de la phalange hoplitique
Thucydide (La Guerre du Péloponnèse, V, 71, 1) explique le phénomène qui se produit lors d'un engagement, ici durant cette la bataille de Mantinée :

L'un des défauts de la phalange hoplitique vient de la disposition de la troupe qui la compose : le guerrier, avec son bouclier légèrement décalé sur sa gauche, laisse une partie de son côté droit découvert qu'il protège derrière le bouclier de son voisin. Ce débordement a des conséquences néfastes pour chaque parti sur son aile gauche : décalée ainsi vers le centre, l'extrémité de la ligne voit son flanc et ses arrières menacés par une possible manœuvre d'encerclement que peuvent exécuter les contingents ennemis qui ont débordé, éventualité dramatique si l'on songe que la phalange est une formation rigide destinée à ne combattre que sur un seul front : l'avant.
Les sources montrent une dégradation lente mais continue de l'équipement militaire : allègement de la cuirasse, retard volontaire dans l'armement jusqu'au dernier moment avant l'impact et une réticence croissante à porter une armure lourde et coûteuse. Le recours à des serviteurs devient donc plus fréquent dans le transport de l'équipement.

#### Phalange oblique

Principe d'action de l'ordre oblique.

La phalange hoplitique s'étale traditionnellement sur huit à douze rangs en profondeur, mais ce nombre varie en fonction des cités, en particulier pour les Thébains. Déjà en 424 av. J.-C. lors de la bataille de Délion durant la guerre du Péloponnèse, ceux-ci organisent leurs troupes sur vingt-cinq rangs de profondeur face aux Athéniens et à leurs alliés. Cette disposition est portée à son paroxysme en 371 av. J.-C. lors de la bataille de Leuctres qui les oppose aux Spartiates avec cinquante rangs de profondeur. Épaminondas, qui commande les Thébains, ne se limite pas à cette formation particulière puisque c'est aussi par une disposition des troupes sur le terrain qu'il innove.
Il place son contingent d'élite sur l'aile gauche, soit face à l'élite adverse (comme il a été vu ci-dessus, les hoplites les plus à droite sont plus vulnérables car ils ne sont pas protégés par le bouclier de leur voisin ; pour limiter le décalage vers la droite on met les troupes les plus aguerries de ce côté). Effets de surprise et psychologique : les Spartiates ne résistent pas à la poussée des cinquante rangs ennemis. L'aile gauche, voyant celle de droite débordée, est déroutée. Épaminondas utilise une nouvelle fois cette tactique mettant en œuvre la phalange en ordre oblique en 362 av. J.-C. à la bataille de Mantinée.

### Entraînement

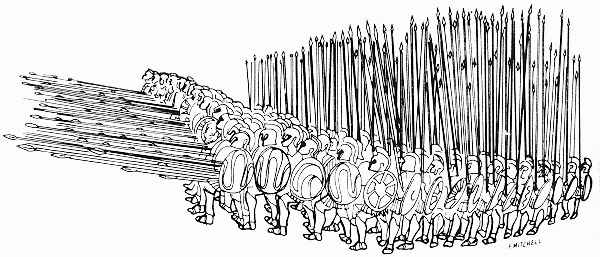
Un bataillon de 256 hommes, l'unité tactique de base de la phalange macédonienne.

Durant l'époque classique, les armées grecques sont composées de soldats-citoyens qui défendent leur sol, des amateurs de la guerre qui ne prennent les armes que lorsque la cité est en danger. Des professionnels de la guerre ne sont engagés qu'à compter de la guerre du Péloponnèse (fin du Ve siècle av. J.-C.), formés de mercenaires barbares qui forment des troupes légères d'appui et qui ne prennent pas place au sein de la phalange.
La bonne condition physique est un préalable aux jeux et concours sportifs qui tiennent dans la société grecque une place très importante. Le gymnase est le lieu de prédilection de l'entraînement individuel où se pratiquent l'athlétisme, discipline reine de la préparation au combat (athlon signifie combat), la course armée et la danse en armes, entre autres. L'entraînement collectif, quant à lui, reste très peu évolué. Il se limite au passage de l'ordre de marche à la formation de la phalange et au glissement vers l'avant, par colonne, des combattants pour combler l'espace laissé par ceux qui sont tombés lors de l'assaut.
La phalange, formation rigide, n'est pas capable de faire face à une quelconque situation imprévue demandant une manœuvre de circonstance et qui plonge les troupes dans la confusion. Thucydide nous en donne une illustration dans sa description de la bataille de Délion en 424 av. J.-C. où les Athéniens, d'abord victorieux, sont mis en déroute par l'apparition de la cavalerie béotienne sur leurs arrières.
Plus que dans l'entraînement, individuel ou collectif, c'est le niveau de la discipline qui fait les différences de qualité entre les armées ; c'est dans ce domaine que se démarquent nettement les Spartiates. Entre Athènes, dont le modèle est suivi par la majorité des cités-États, et Sparte, ce sont deux idéologies radicalement opposées qui aboutissent à deux comportements sur le champ de bataille. À Sparte, les citoyens subissent dès la plus jeune enfance un entraînement rigide et difficile dans lequel prédomine l'obéissance et où tout se fait en commun pour le bien collectif afin que survive la cité, si nécessaire jusqu'au don de soi lors des batailles. Un des exemples reste la bataille des Thermopyles en 480 av. J.-C. lors de la seconde guerre médique où trois cents Spartiates commandés par Léonidas, l'un des deux rois de la cité, font face jusqu'à la mort à plusieurs dizaines de milliers de Perses dans la phase finale de la bataille, bien que la situation soit désespérée, pour ralentir l'ennemi et permettre la retraite du reste des forces. L'épitaphe des Spartiates illustre bien ce que la cité attend de ses citoyens :

« Étranger, va dire à Sparte qu'ici
Nous gisons, dociles à ses ordres. »

— Hérodote, Histoires [détail des éditions] [lire en ligne] VII, 228
Au contraire, pour les Athéniens, toute contrainte d'ordre est vivement ressentie car portant atteinte à la liberté. Ils donnent davantage de valeur à l'initiative personnelle, au potentiel individuel et à l'esprit inventif de chacun. Dans ces conditions, sous la pression du combat, une discipline plus relâchée ne peut être qu'un handicap face à une force qui fait bloc[réf. souhaitée].

### Inconnues de la bataille
Si l'Iliade et les vases peints mettent en scène des combats individuels, c'est bien pour louer les hauts faits des héros, source d'inspiration et de fierté des populations. Les chroniqueurs antiques ne nous ont pas laissé de description sur le déroulement même des batailles là où a lieu la mêlée. Comment se déroule le combat dans les heures qui suivent le premier choc ? La bataille dure-t-elle même longtemps ou ne se limite-t-elle qu'à un choc suivi d'un court combat ? On peut douter qu'après un certain temps la phalange garde sa formation stabilisée. La bataille se transforme-t-elle alors en duels ? Après le choc, quel est le rôle des rangs arrières ? Y a-t-il des relèves entre les combattants à l'arrière et ceux au contact ? Les historiens contemporains ne peuvent que formuler des suppositions au vu des données en leur possession.
C'est en 338 av. J.-C. lors de la bataille de Chéronée que l'on place communément la fin de la phalange hoplitique en tant que force principale sur le terrain quand elle est défaite par une évolution macédonienne de sa forme et de sa composition[réf. souhaitée].

## Phalange macédonienne

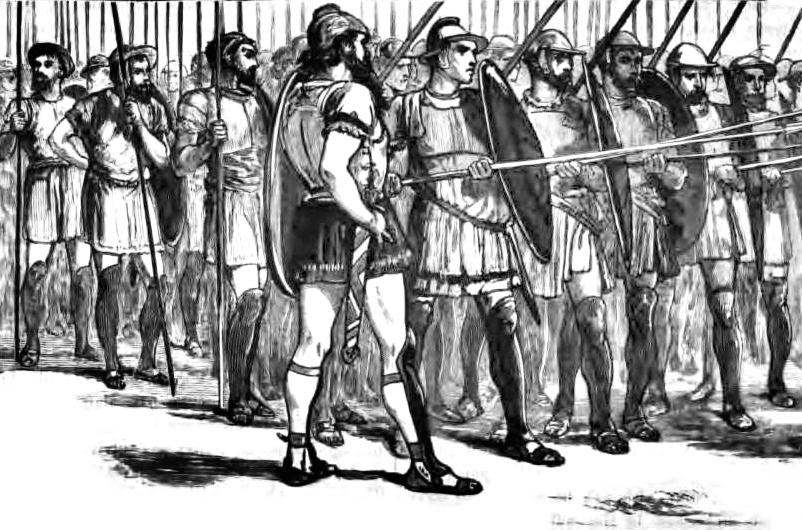
Illustration d'une phalange macédonienne (1882).

### Réformes de Philippe II
Diodore (Bibliothèque historique, XVI, 3, 1-2) résume les réformes de Philippe II : 
Jusqu'au milieu du IVe siècle av. J.-C., la Macédoine n'exerce pas de grande influence vis-à-vis de l'extérieur, que ce soit dans le domaine économique, culturel ou militaire. Le pays est formé de montagnes boisées et de plaines idéales pour l'élevage des chevaux : la cavalerie des Compagnons (hétaires) est alors la force principale de l'armée.
Quand Philippe II accède au pouvoir en 359 av. J.-C., il entreprend d'amplifier la réorganisation de l'institution militaire déjà initiée par ses prédécesseurs. Il développe l'entraînement et forme une troupe professionnelle de fantassins appelés « Compagnons à pied » (pezhétaires) afin de les valoriser. Le royaume étant à l'époque menacé par les incursions des Illyriens et les manœuvres athéniennes, il s'appuie sur l'armée afin de stabiliser le pays politiquement et de s'imposer militairement. Pour ce faire, il prend diverses mesures décrites notamment par Diodore de Sicile : il impose l'utilisation de la sarisse et fait alléger l'équipement défensif ; il réorganise les bataillons de phalangites avec des rangs serrés de seize rangs de profondeurs ; il s'inspire également de l'ordre oblique d'Épaminondas, victorieux des Spartiates à la bataille de Leuctres, pour faire face à une armée en supériorité numérique.

### Composition et formation
Polybe (Histoires, XVIII, 30) explique l'utilité de la sarisse dans la phalange macédonienne :

Au début du règne de Philippe II, la Macédoine n'est pas un pays riche et ne peut donc équiper ses soldats professionnels avec un armement lourd et onéreux comme celui des hoplites. Pour former sa phalange, il la compose de piquiers légèrement protégés et dont l'arme principale est la sarisse, une pique d'infanterie longue de cinq à sept mètres environ, comportant aux extrémités des pointes en fer, celle à l'arrière, de forme différente, étant additionnée de quatre arrêts afin de la planter dans le sol et de supporter une charge de cavalerie.
La sarisse est tenue à deux mains et ne permet pas l'utilisation de l’aspis koilè, le bouclier de l'hoplite, qui est remplacé par un modèle d'environ soixante centimètres de diamètre. Le casque est le plus souvent de type phrygien. La cuirasse semble l'apanage des officiers et elle est réalisée en fer. En formation de combat, la sarisse est tenue à environ 4,50 m de son extrémité et à l'horizontale, chaque combattant à environ un mètre l'un de l'autre. Les quatre rangs suivant, distants chacun d'un mètre, tiennent leur pique de la même manière. Il y a donc cinq lignes de piques qui émergent à l'avant de la phalange et qui rendent l'approche pour l'ennemi particulièrement difficile. Pour le combat au corps à corps, l'armement est complété par une épée courte : xiphos ou machaira.
Philippe II porte cette formation à une profondeur de seize rangs en s'inspirant de la phalange hoplitique thébaine. Alexandre le Grand réduit ensuite le nombre de rangs selon les circonstances des batailles.

### Entraînement
Professionnalisée, l'armée de Philippe II ouvre de nouvelles perspectives qu'il ne manque pas d'exploiter. L'entraînement (drill avant l’heure) va ainsi bien plus loin que celui qui est permis dans les cités-États grecques, même comparé à celui pratiqué à Sparte. Les hommes sont ainsi occupés à des exercices incessants qui leur permettent d'acquérir les automatismes nécessaires dans les diverses phases d'un engagement, mais ce n'est pas là son seul intérêt : la maîtrise des mouvements sur le terrain compense la vulnérabilité des soldats légèrement protégés, et ces manœuvres ont aussi un impact positif sur la discipline qui devient stricte.
D'autre part, Philippe II ne limite pas les exercices aux déplacements de base de toute phalange puisqu'il imagine différentes manœuvres originales qui impliquent la feinte et la surprise afin d'obtenir pendant les batailles un avantage décisif tout en maintenant lors de ces mouvements l'ordre et l'unité les plus stricts au sein des troupes. Un exemple nous est donné à la bataille de Chéronée quand, feignant une retraite, la phalange macédonienne recule en ordre, laissant suffisamment d'espace entre elle et la phalange d'hoplites athénienne pour que celle-ci, cherchant à maintenir le contact avec l'ennemi, se disloque et donne à la cavalerie macédonienne l'occasion de pénétrer ses lignes.

### Dans l'armée d'Alexandre
Au contraire des Grecs de l'époque classique, la phalange macédonienne sous Alexandre le Grand n'est plus le corps de troupes sur lequel repose uniquement le sort de la bataille. C'est là aussi une évolution dans le domaine tactique à mettre au crédit de Philippe II. La phalange reste toutefois le point d’ancrage de l’armée macédonienne autour de laquelle se déploie la cavalerie lourde des Compagnons en vertu de la tactique dite du « marteau et de l'enclume ». La cavalerie est en Macédoine la force principale avant l'apparition de la phalange de sarissophores. Elle joue un rôle crucial dans les batailles comme à Chéronée ou à Gaugamèles, permettant la rupture du front adverse ou bien apportant rapidement des renforts là où le besoin s'en fait sentir.
Une autre caractéristique de l'armée macédonienne sous le règne d'Alexandre est qu'elle est en perpétuelle réorganisation, que ce soit dans le volume de soldats au sein des unités ou dans leur origine. Ainsi Alexandre intègre 20 000 jeunes Perses (les épigones ou « héritiers ») à la phalange à partir de 330 av. J.-C.. En 324, l'armée macédonienne connait une nouvelle réorganisation : 20 000 jeunes Perses, les épigones (« héritiers ») sont intégrés à la phalange, faisant passer le rapport à 12 Perses pour 4 Macédoniens. Alexandre s'inspire aussi des peuples d'Asie pour modifier l'équipement de ses propres forces en intégrant des archers dans la phalange ou des archers à cheval. Comme Philippe en son temps, qui a su s'inspirer des Thébains, Alexandre favorise certaines influences extérieures.

### Inconvénients de la phalange macédonienne
La phalange macédonienne est une formation qui combat en bloc et qui doit rester compacte afin de donner tout son potentiel. Un autre défaut est que la phalange n'est formée que pour se battre vers l'avant : elle ne peut pas faire volte-face et se montre très vulnérable dès lors qu'une troupe l'attaque sur ses arrières ou même sur ses flancs.
Force principale et efficace pendant tout l'âge d'or de la Grèce antique et instrument de son indépendance face aux Perses, parfaite pour le type de combat qui est engagé, du moins jusqu'à la première partie de la guerre du Péloponnèse (les batailles sont planifiées, hors de la saison des moissons par exemple), la phalange hoplitique doit s'incliner en 338 face à l'armée macédonienne mieux équipée et entraînée, dirigée par des stratèges qui utilisent à meilleur escient chaque corps de troupe. Pour autant l'organisation de la phalange macédonienne n'en reste pas moins rigide, compliquée à manœuvrer sur le terrain et ne pouvant se scinder en éléments capables de combattre sur plusieurs fronts.

## Évolution et déclin à l'époque hellénistique
Polybe décrit les points faibles de la phalange macédonienne au IIIe siècle av. J.-C. :
« À la guerre, le moment et le lieu où l'action s'engagera ne peuvent être déterminés à l'avance, alors que, pour lui permettre de donner toute sa mesure, il faut un terrain que ne coupe aucun obstacle tel que fossés, ravins, vallonnements, talus ou cours d'eau car n'importe lesquels de ces accidents suffit pour paralyser ou disloquer une troupe ainsi formée. » (Histoires, XVIII, 31.)
L'évolution de l'armement des phalanges durant la période hellénistique, ayant pour but de donner un avantage aux phalangites contre d'autres hommes similairement armés, se fait aux dépens de sa très grande mobilité, de sa charge tonitruante (les phalangites tardifs sont incapables de courir) qui font jusque-là sa particularité. Ces réformes ont eu lieu dans le contexte des guerres des Diadoques et des guerres de Syrie qui voit l'opposition systématique de deux armées quasi identiques, formées principalement de phalanges qui ne se battent plus qu'entre elles et non plus contre des unités plus diversifiées et mobiles. L'équipement des phalangites s'alourdit, s'éloignant du modèle forgé par Philippe II et Alexandre le Grand : les sarisses sont plus longues (jusqu'à 7,5 mètres au IIIe siècle av. J.-C. contre 5 mètres sous Alexandre), les boucliers et les armures plus lourds.
Cet alourdissement de l'équipement a coûté à la phalange sa rapidité d’exécution, son point fort face aux hoplites grecs au IVe siècle av. J.-C. Les phalanges du IIIe siècle av. J.-C. ont abandonné une grande partie des qualités qui ont fait sa force. Bien que pratiquement invincible lors d'assauts frontaux, le manque de flexibilité de la phalange la rend vulnérable à toute autre approche stratégique de l'adversaire car elle se trouve dans l'incapacité de réagir prestement comme auparavant. Pire, elle est devenue l'archétype même de l'armée en opposition à la stratégie établie par Philippe et Alexandre, fondée avant tout sur la vitesse. Ces nouveaux défauts ajoutés aux inconvénients initiaux (faiblesse sur l'arrière et les côtés) de cette formation participent à la rendre désuète, car obligée de combattre dans des conditions idéales. Du temps de Philippe et d'Alexandre, les phalanges combattent sur des terrains vallonnés ou boisés et dans les rudes conditions géographiques et climatiques d'Asie sans jamais essuyer le moindre revers, traversant même des rivières en pleine bataille (Granique, Issos et Hydaspe) sans se désolidariser, quand la phalange tardive peine, selon Tite-Live, à effectuer un demi-tour. Polybe, dans son récit de la bataille de Cynoscéphales (197 av. J.-C.), met au jour sa faiblesse majeure : la phalange a besoin pour se déployer au mieux d'un terrain uni.
Les phalanges tardives, comme celle de l'armée séleucide ou de l'armée antigonide, sont donc incapables de maintenir une bonne cohésion, à moins que les conditions ne soient idéales, quand les phalanges d'Alexandre ont combattu et ont remporté toutes leurs batailles, parfois contre un adversaire cinq fois plus nombreux. C'est donc un système tardif et qui a beaucoup évolué qui est vaincu par des légions romaines à Magnésie, Cynoscéphales et Pydna'.
Ce n'est qu'à partir du XIVe siècle que réapparaît une phalange sur les champs de bataille avec les piquiers suisses, articulée sur deux types de combattants : dans les premiers rangs prennent place les piquiers chargés de stopper la charge de l'ennemi (à pied ou montée), ceux à l'arrière, armés de haches et d'épées, s'avançant après le choc entre les piques pour combattre l'adversaire empêtré dans celles-ci.

## Sources antiques
- Diodore de Sicile, Bibliothèque historique [détail des éditions] [lire en ligne].
- Hérodote, Histoires [détail des éditions] [lire en ligne].
- Homère, Iliade [détail des éditions] [lire en ligne].
- Polybe, Histoires [détail des éditions] [lire en ligne].
- Thucydide, La Guerre du Péloponnèse [détail des éditions] [lire en ligne].